# Альфано

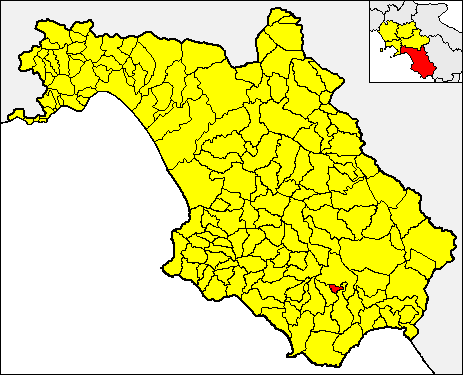
Расположение коммуны Альфано в провинции Салерно

Альфано (итал. Alfano) — коммуна в Италии, располагается в регионе Кампания, в провинции Салерно. Название коммуны происходит от фамилии «Альфиус» (Alfius).
Покровителем коммуны почитается святитель Николай, празднование 6 декабря.

## История
Впервые упоминается в документе 1309 года. Сначала деревня принадлежала семье Сансеверино, потом входила в королевский домен. В 1427 году её получил в качестве баронства Чирелло Даль Верме, в 1496 году её получил граф Джованни Карафа, но затем она вернулась к Даль Верме. В 1566 году Баттиста Каррофа возобновил с Муцио Дель Верме тяжбу о принадлежности Альфано, но её выиграл Дель Верме. В 1588 году Альфано купил Паоло Бранкаччо. С 1619 года эти места перешли роду Берналла, который практически без перерывов владел ими до XVIII века.